# Нанси Синатра
Нанси Синатра (на английски: Nancy Sinatra) е американска певица и актриса.

## Биография
Родена е на 8 юни 1940 г. Тя е дъщеря на легендарния певец Франк Синатра и неговата първа съпруга Нанси Барбато. Неин е хитът „Bang Bang“.
Започва кариерата си на певица и актриса още в началото на 1960-те години, но първоначално постига успех само в Европа и Япония. В началото на 1966 г. създава големия хит в класациите в САЩ, песента „These Boots Are Made for Walkin“, която се превръща в неин подпис.